# Erysimum linariifolium
Erysimum linariifolium är en korsblommig växtart som beskrevs av Ignaz Friedrich Tausch. Erysimum linariifolium ingår i släktet kårlar, och familjen korsblommiga växter. Inga underarter finns listade i Catalogue of Life.